# Kohei Nakano
Kohei Nakano (中埜 航平 Nakano Kohei?), född 28 april 2003 i Osaka prefektur, är en japansk fotbollsspelare.
Nakano började sin karriär 2020 i Cerezo Osaka.